# Clase World
La clase World es una clase de cruceros construidos por Chantiers de l'Atlantique en Francia para MSC Cruceros. Hay seis barcos planeados, con el primer barco de la serie, MSC World Europa, ya entregado en 2022.

## Diseño
En mayo de 2017, en la ceremonia de entrega del MSC Meraviglia celebrada en el astillero STX France en Saint-Nazaire, Francia, MSC Cruceros dio a conocer nuevos detalles y representaciones de la nueva clase de barcos. En el anuncio, MSC reveló que cada uno de los cuatro barcos que había pedido tendría una capacidad de 6.850 pasajeros en 2.760 cabinas de pasajeros, más que cualquier barco de crucero. Cada barco mediría 330 metros (1082 pies 8 pulgadas) de largo y 47 metros (154 pies 2 pulgadas) de ancho e integraría un diseño de casco en forma de "Y" para vistas amplias y una proa en forma de "G", diseño para eficiencia de combustible y estabilidad. Las características iniciales anunciadas incluyeron cabañas cuadradas, un salón de piscina de vidrio y secciones diseñadas específicamente para familias. La popa de los barcos también estaría abierta, con la cubierta de paseo inferior flanqueada por torres de cabina con balcón. Más tarde se reveló que los barcos desplazarían aproximadamente 215.863 toneladas.
Dado que todos los barcos están diseñados para funcionar con gas natural licuado (GNL), esto les permitiría navegar con una disminución del 99 % en las emisiones de dióxido de azufre , una disminución del 85 % en las emisiones de óxido nítrico y una disminución del 20 % en las emisiones de dióxido de carbono, en comparación con buques no propulsados por GNL. El MSC World Europa también se convertirá en el primer barco del mundo en implementar una pila de combustible alimentada con GNL. El prototipo de pila de combustible de 50 kilovatios a bordo del barco incorporará tecnología de pila de combustible de óxido sólido (SOFC) y utilizará GNL para producir electricidad y calor a bordo y, según se informa, reducirá aún más las emisiones de gases de efecto invernadero en un 30 % en comparación con los motores de GNL convencionales.

## Historia

### Planificación
En abril de 2016, MSC Cruceros dio a conocer una nueva clase de cruceros a la que llamaría clase World después de firmar una carta de intención para hasta cuatro barcos de clase mundial de STX France, un pedido por un valor aproximado de 4.500 millones de euros, en el Palacio del Elíseo. El anuncio se produjo después de que MSC revelara que ya había finalizado el pedido de dos de los barcos.  El diseño de la clase World se convertiría en el tercer nuevo prototipo encargado por MSC en los últimos años, siguiendo sus compromisos con la clase Meraviglia y clase Seaside . Los detalles también revelaron inicialmente que se estimó que cada barco de la clase medía aproximadamente más de 200,000 tonelaje bruto (GT) y albergan más de 2700 camarotes para una capacidad de invitados de alrededor de 5400 pasajeros, lo que convierte a los barcos de clase mundial en parte de la segunda clase más grande de cruceros en el mundo. MSC también anunció que todos los barcos de la clase estarían propulsados por gas natural licuado (GNL).

### Cronología
Originalmente, se esperaba que los barcos se entregaran en 2022, 2024, 2025 y 2026, respectivamente. El contrato de los dos últimos barcos, que ahora se entregarán en 2025 y 2027, respectivamente, se firmó en enero de 2020.
El 31 de octubre de 2019, MSC anunció el nombre del primer barco de clase mundial como MSC Europa y celebró la ceremonia de corte de acero del barco en Chantiers de l'Atlantique, inaugurando la construcción del barco. Más tarde se reveló que el barco pasaría a llamarse MSC World Europa, anunciado durante su ceremonia de colocación de la quilla el 29 de junio de 2020.

## Unidades
| Buque              | Nº identificación | Nº construcción | Entrega                   | Tonelaje   | Bandera       | Notas | Imagen                                                                             |
| ------------------ | ----------------- | --------------- | ------------------------- | ---------- | ------------- | --- | ---------------------------------------------------------------------------------- |
| MSC World Europa   | 9837420           | W34             | 24 de octubre de 2022     | 215.863 Tn | Malta         | |                                                                                    |
| MSC World America  | 9837432           | X34             | 27 de marzo de 2025       | 216,638 Tn | Malta         | planeado originalmente para la primavera de 2024 la construcción comenzó el 24 de octubre de 2022 botado en agosto | Sea Trials started on 2024-12-12 14:09 (UTC+1)</ref>Picture from 12 Dicember</ref> |
| MSC World Asia     | 9901556           | Y34             | Diciembre 2026 (planeado) | 216,638 Tn | por confirmar | En construcción |                                                                                    |
| MSC World Atlantic | 9901568           | Z34             | 2027 (planeado)           | 216,638 Tn | por confirmar | En construcción |                                                                                    |
| MSC World Clase 5  |                   |                 | 2029 (planeado)           | 216,638 Tn | Por confirmar | Pedido |                                                                                    |
| MSC World Clase 6  |                   |                 | 2030 (planeado)           | 216,638 Tn | Por confirmar | Pedido |                                                                                    |